# 塔內爾·康格特

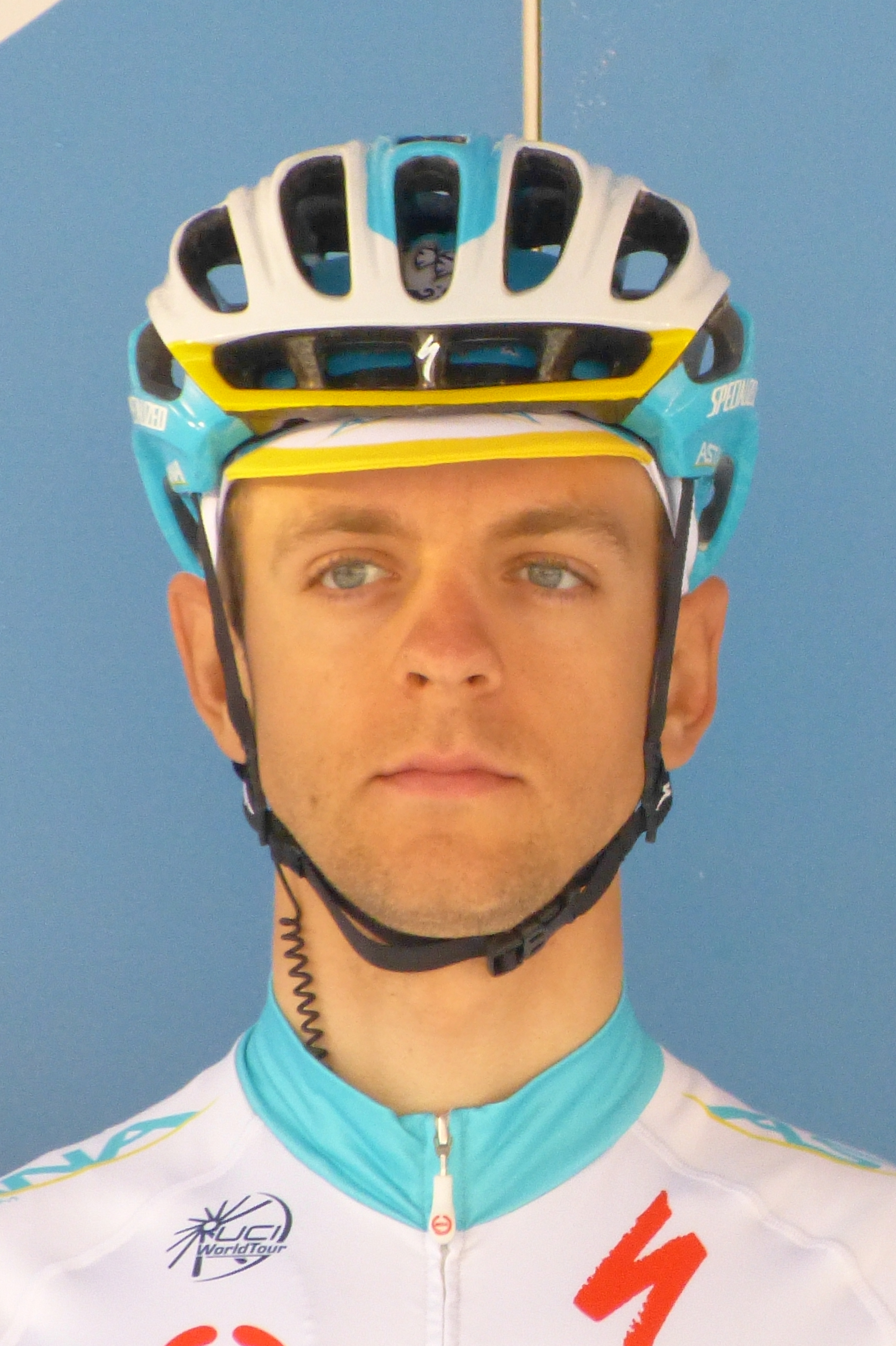

塔內爾·康格特（Tanel Kangert，1987年3月11日—）是愛沙尼亞的一位自行車運動員。他是阿斯塔納車隊的成員，參加UCI巡迴賽的比賽。在2009年賽季，他曾經嚴重受傷，幾乎終結了自己的職業生涯。